# John Riseley-Prichard
John Henry Augustin Riseley-Prichard (* 17. Januar 1924 Hereford; † 8. Juli 1993 in Baan Kai Thuan) war ein britischer Autorennfahrer.

## Karriere
Riseley-Prichard fuhr seine ersten Autorennen 1953 und 1954 mit einem Riley bei nationalen Rennen in Großbritannien. 1954 lieh er sich einen Connaught Type A von Rob Walker, mit dem er die erste Auflage des Cornwall MRC Formula One Race gewann; es handelte sich um ein Formel-1-Rennen ohne Weltmeisterschaftsstatus. Im selben Jahre nahm er mit dem Wagen auch am Großen Preis von Großbritannien teil, der ein Weltmeisterschaftslauf war. Riseley-Prichard fiel nach einem Dreher aus.
Riseley-Prichard fuhr Rennen zum Spaß. 1955 beteiligte er sich an einigen Formula-Libre-Rennen und ließ auch einmal den jungen Tony Brooks ans Steuer. Der spätere Weltklassefahrer zeigte ihm schnell, wo die Grenzen im Rennsport wirklich lagen.
1955 fuhr er gemeinsam mit Brooks einen Aston Martin bei den 24-Stunden-Rennen von Le Mans. Nach dem fatalen Unfall von Pierre Levegh geriet er unter Druck seiner Familie die ihn ersuchte seine Rennaktivitäten einzustellen. Er trat zurück und konzentrierte sich auf seinen Beruf als Versicherungsmakler.
Später in seinem Leben wurde er der Mittelpunkt eines Kinderpornographie-Skandals in Großbritannien und emigrierte nach Thailand. Dort starb er 1993 nach langer Krankheit.

## Statistik

### Statistik in der Automobil-Weltmeisterschaft

#### Gesamtübersicht
| Saison | Team                   | Chassis          | Motor              | Rennen | Siege | Zweiter | Dritter | Poles | schn. Rennrunden | Punkte | WM-Pos. |
| ------ | ---------------------- | ---------------- | ------------------ | ------ | ----- | ------- | ------- | ----- | ---------------- | ------ | ------- |
| 1954   | Rob Walker Racing Team | Connaught Type A | Lea-Francis 2.0 L4 | 1      | −     | −       | −       | −     | −                | −      | NC      |
| Gesamt | Gesamt                 | Gesamt           | Gesamt             | 1      | −     | −       | −       | −     | −                | −      |         |

#### Einzelergebnisse
| Saison | 1 | 2 | 3 | 4   | 5 | 6 | 7 | 8 | 9 |
| ------ | - | - | - | --- | - | - | - | - | - |
| 1954   |   |   |   |     |   |   |   |   |   |
|        |   |   |   | DNF |   |   |   |   |   |

| Legende  | Legende            | Legende                                                          |
| Farbe    | Abkürzung          | Bedeutung                                                        |
| -------- | ------------------ | ---------------------------------------------------------------- |
| Gold     | –                  | Sieg                                                             |
| Silber   | –                  | 2. Platz                                                         |
| Bronze   | –                  | 3. Platz                                                         |
| Grün     | –                  | Platzierung in den Punkten                                       |
| Blau     | –                  | Klassifiziert außerhalb der Punkteränge                          |
| Violett  | DNF                | Rennen nicht beendet (did not finish)                            |
| Violett  | NC                 | nicht klassifiziert (not classified)                             |
| Rot      | DNQ                | nicht qualifiziert (did not qualify)                             |
| Rot      | DNPQ               | in Vorqualifikation gescheitert (did not pre-qualify)            |
| Schwarz  | DSQ                | disqualifiziert (disqualified)                                   |
| Weiß     | DNS                | nicht am Start (did not start)                                   |
| Weiß     | WD                 | zurückgezogen (withdrawn)                                        |
| Hellblau | PO                 | nur am Training teilgenommen (practiced only)                    |
| Hellblau | TD                 | Freitags-Testfahrer (test driver)                                |
| ohne     | DNP                | nicht am Training teilgenommen (did not practice)                |
| ohne     | INJ                | verletzt oder krank (injured)                                    |
| ohne     | EX                 | ausgeschlossen (excluded)                                        |
| ohne     | DNA                | nicht erschienen (did not arrive)                                |
| ohne     | C                  | Rennen abgesagt (cancelled)                                      |
| ohne     | keine WM-Teilnahme |                                                                  |
| sonstige | P/fett             | Pole-Position                                                    |
| sonstige | 1/2/3/4/5/6/7/8    | Punktplatzierung im Sprint-/Qualifikationsrennen                 |
| sonstige | SR/kursiv          | Schnellste Rennrunde                                             |
| sonstige | *                  | nicht im Ziel, aufgrund der zurückgelegten Distanz aber gewertet |
| sonstige | ()                 | Streichresultate                                                 |
| sonstige | unterstrichen      | Führender in der Gesamtwertung                                   |

### Le-Mans-Ergebnisse
| Jahr | Team              | Fahrzeug         | Teamkollege | Platzierung | Ausfallgrund |
| ---- | ----------------- | ---------------- | ----------- | ----------- | ------------ |
| 1955 | Aston Martin Ltd. | Aston Martin DB3 | Tony Brooks | Ausfall     | Batterie     |

### Einzelergebnisse in der Sportwagen-Weltmeisterschaft
| Saison | Team         | Rennwagen        | 1   | 2   | 3   | 4   | 5   | 6   |
| ------ | ------------ | ---------------- | --- | --- | --- | --- | --- | --- |
| 1954   | HWM          | HWM              | BUA | SEB | MIM | LEM | RTT | CAP |
| 1954   | HWM          | HWM              |     | DNF |     |     |     |     |
| 1955   | Aston Martin | Aston Martin DB3 | BUA | SEB | MIM | LEM | RTT | TAR |
| 1955   | Aston Martin | Aston Martin DB3 | DNF |     |     |     |     |     |